# Судоверфь (Ярославская область)
Судоверфь — посёлок сельского типа, центр Судоверфского сельского поселения Рыбинского района Ярославской области.

## География
Посёлок расположен на правом берегу Волги (Рыбинского водохранилища) выше шлюзов Рыбинской ГЭС, в непосредственной близости от города. Посёлок расположен на полуострове, образовавшемся при заполнении водохранилища на месте бывшего правого берега реки Юга в её устье. Сейчас с северной и северо-восточной стороны от Судоверфи — отрог (залив) водохранилища на месте старого русла Волги, за ним находится Каменниковский полуостров. С северо-запада пролив, образовавшийся на месте долины реки Юга, за этим проливом находится остров Юршинский. На запад через небольшой залив деревня Свингино. Юго-восточнее Судоверфи находится деревня Балобаново (бывшее село, большая часть которого включена в городскую черту Рыбинска).
Судоверфь связана автомобильной дорогой с Переборами, микрорайоном Рыбинска. От вокзала города Рыбинска до поселка ходит пригородный автобусный маршрут № 111. На этой дороге от поселка Судоверфь до микрорайона Переборы находятся деревни Коржавино, Залужье, Диково, Болтинское и Бурково.

## Население
| 2007 | 2010  |
| ---- | ----- |
| 2321 | ↘2226 |

## Инфраструктура
В поселке находится современная двухэтажная Болтинская средняя общеобразовательная школа, детский сад, Дом культуры, баня, работает 3 продуктовых, 2 хозяйственных магазина, почтовое отделение. На базе «Судоверфского КДК», куда входит Дом культуры, работают коллективы самодеятельного народного творчества различных направлений и жанров, клубы по интересам. «Судоверфский КДК» предоставляет широкий спектр услуг: организация концертных программ, спектаклей, вечеров отдыха, проведение литературно — музыкальных вечеров, показ кинофильмов. КДК также ведет работу по созданию условий для занятий в клубных формированиях. Есть спорткомплекс, включающий тренажерный зал, зал для игры в настольный теннис, площадку для игры в мини-футбол, баскетбол. В спортивном комплексе работают секции: по футболу, волейболу, настольному и большому теннису, шашкам и шахматам, легкой и тяжелой атлетики, а также проводятся игровые программы. В непосредственной близости — клуб виндсерфинга в поселке Свингино.
Поселок застроен, в основном, двухэтажными хрущевками и пятиэтажными домами новой планировки. Много частных домов садоводческого товарищества.
Для туристов в поселке на берегу построен гостиничный комплекс и база отдыха «Бригантина». В числе удобств этого гостиничного комплекса — яхт-клуб, частный пляж на Рыбинском водохранилище, а также прокат спортивного инвентаря.
В 2015 году в посёлке был открыт историко-краеведческий музей.
На берегу Рыбинского водохранилища расположено единственное предприятие поселка — завод по производству моторных яхт, катеров, моторных лодок и транспортных судов АО «Рыбинская верфь».

## Достопримечательности
- Памятник С. О. Макарову
- Бюст Г. А. Троицкого
- Памятный знак о проезде через посёлок императора Павла I.
- Памятник директору Судоверфи Л. В. Смирнову.